# Affreschi della tomba delle Danzatrici
Gli affreschi della tomba delle Danzatrici sono una serie di sei lastre di tufo affrescate provenienti dalla tomba delle Danzatrici a Ruvo di Puglia e custodite all'interno del Museo archeologico nazionale di Napoli.

## Storia
Gli affreschi furono realizzati in concomitanza della costruzione della tomba, avvenuta intorno al IV secolo a.C. e dipinti da diversi artisti, in particolare quelli che correvano sul lato lungo, di maggiore fattura, prodotti dal maestro con un suo allievo mentre quelli del lato corto da un'artista che lavorò in modo meno accurato; l'uso di pigmenti quali il cinabro fa supporre che la committenza della tomba fosse una personalità di rango elevato, quasi certamente un guerriero.
Immediatamente dopo il ritrovamento della tomba della Danzatrici, poco fuori le mura di Ruvo di Puglia il 15 novembre 1833, l'apparato decorativo degli affreschi venne staccato per essere restaurato, anche se alcune figure, troppo rovinate, andarono perdute. Circa cinque anni dopo, i pannelli furono donati al re di Napoli Ferdinando II delle Due Sicilie, entrando a far parte del Real Museo Borbonico, divenuto poi Museo archeologico nazionale di Napoli, dove sono ancora custodite nella sezione Magna Grecia.

## Descrizione
Il ciclo di affreschi della tomba delle Danzatrici è suddiviso in sei pannelli provenienti dalla parte superiore della decorazione pittorica della tomba: il tema sarebbe quello di una danza, o la cosiddetta tratta, la quale assumerebbe carattere funebre esclusivamente in questa pittura, oppure la geranos, una danza circolare che imitava il volo delle gru e rimandava al mito di Teseo che libera gli ateniesi dal labirinto del Minotauro; potrebbe infine trattarsi semplicemente di una processione funeraria.
Pur mancando di alcuni tratti, il ciclo può essere così ricostruito: su uno dei due lati brevi è un corifero seguito da nove danzatrici, su un lato lungo una corifera con la testa rivolta verso un gruppo di diciotto danzatrici, quasi come un invito a danzare, interrotte al centro da un suonatore di cetra. Sull'altro lato lungo l'altra schiera di danzatrici interrotte da un giovane e sull'altro lato corto, molto rovinato, ancora altre danzatrici e i resti di un manto che potrebbero appartenere a una corifera. Tutte le danzatrici, raffigurate di profilo, si muovono verso destra tenendo per mano non la vicina ma quella immediatamente successiva e precedente a questa. Le donne indossano un peplo, un manto che varia tra i colori rosso, giallo, nero, azzurro e bianco e testa e spalle coperti da un himation bordato da un'alta fascia: alcune di esse inoltre indossano una benda rossa che copre il mento; talvolta fuoriescono ciocche di capelli e orecchini ad anello mentre le scarpe sono colorate e a punta. Le figure maschili invece vestono una corta tunica stretta in vita da una cintura e intorno al collo hanno fasce colorate: dei tre uomini, tutti con calzari eleganti, due hanno capelli lunghi e senza barba mentre l'altro, anch'esso senza barba, ha capelli più corti e viso più scuro, forse più anziano e guidatore del coro. Tutti i volti presentano sia naso che mento molto pronunciati.